# Perityle saxicola
Perityle saxicola là một loài thực vật có hoa trong họ Cúc. Loài này được (Eastw.) Shinners mô tả khoa học đầu tiên năm 1959.